# Ньюпортский собор
Ньюпортский собор (англ. Newport Cathedral, валл. Eglwys Gadeiriol Casnewydd), также известный как Собор Святого Вуло (англ. St Woolos Cathedral) — кафедральный собор Церкви Уэльса диоцеза Монмута в городе Ньюпорт в Уэльсе. Включён в список культурного наследия I* степени.
Посвящён святому Гвинлиу, правителю Гвинлуга, который в V веке на этом месте основал церковь. Вуло — английский вариант валлийского имени святого.

## История
На месте современного собора стояла деревянная церковь, относящаяся к валлийской Эпохе Святых. Она была перестроена в камне в IX веке, что свидетельствует о распространённости почитания святого Гвинлиу и богатстве церкви, поскольку каменные здания в то время были очень редки. Некоторые части нынешнего здания датируются ранним средневековьем и включены в нынешнее здание как часовня Галилеи, расположенная в западной части собора.

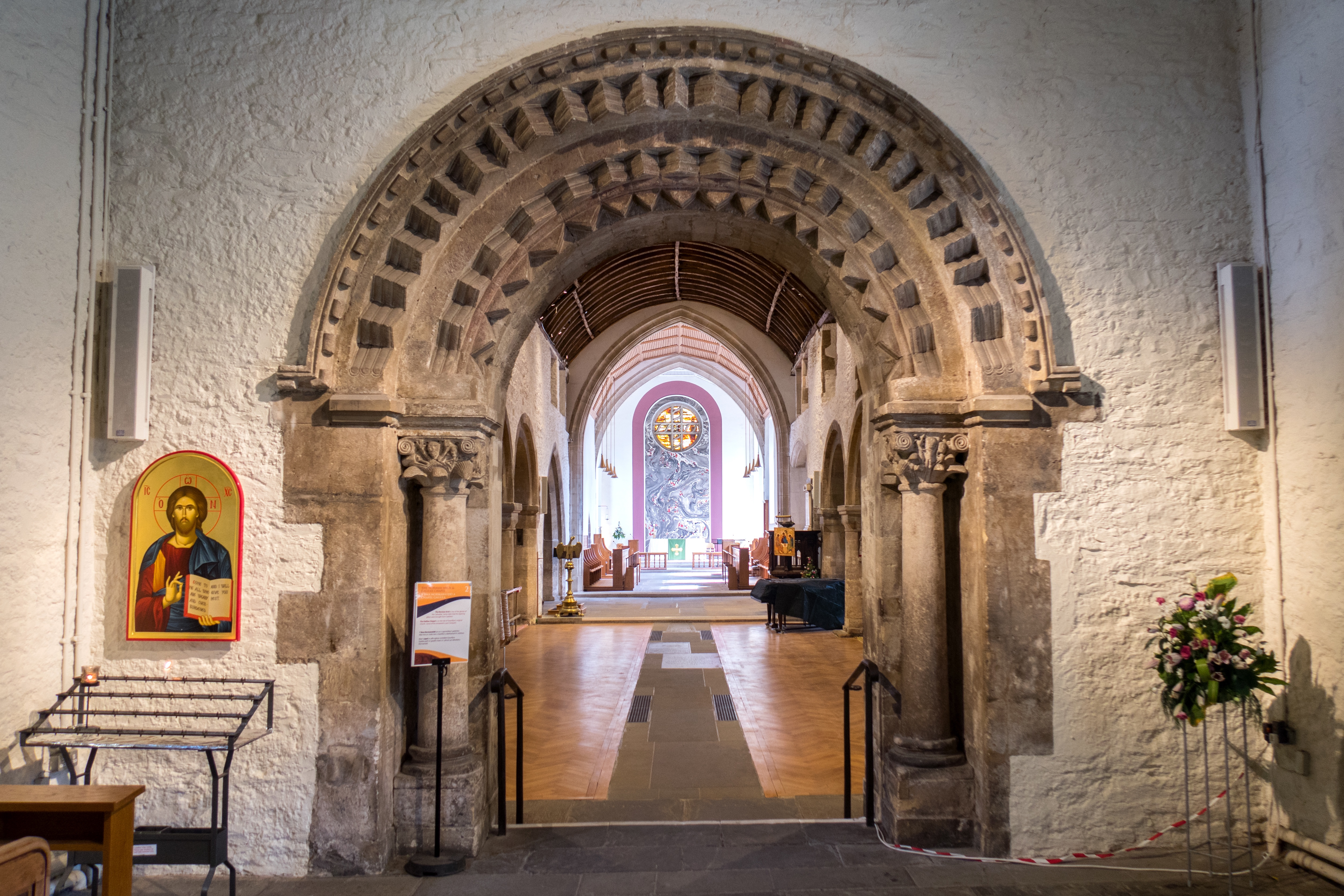
Норманнский арочный проход

Нападение пиратов около 1050 года оставило церковь в руинах. Примерно в 1080 году норманны построили новый неф к востоку от саксонских руин и прилегающий к нему с южной стороны придел, пробили новый арочный проход через саксонскую стену. Приблизительно в 1200 году саксонская церковь была отремонтирована, и нормандский портал превратился в внутреннюю арку.
Церковь была сильно повреждена в 1402 году, когда Ньюпорт атаковали войска Оуайна Глиндура. Была проведена масштабная реконструкция, возведена башня. Восстановить церковь церковь помогли Джаспер Тюдор, граф Пембрук, и Хамфри Стаффорд, 1-й герцог Бекингем.
Кроме того, церковь была повреждена во время гражданской войны в Англии: от статуи святого Гвинлиу над главным входом отбили голову.
Собор частично перестраивался или расширялся вплоть до 1960-х годов. В настоящее время постоянно ведуться ремонтные работы, призванные предотвратить дальнейшее обветшание здания.
В 1929 году церковь Святого Вуло стала про-кафедральным собором нового диоцеза Монмута, а 20 лет спустя, в 1949 году, была повышена до кафедрального собора. С назначением Роуэна Уильямса архиепископом Уэльским в феврале 2000 года собор в третий раз стал метропольным собором Уэльса.
Ньюпортский собор также представляет интерес для историков политики и промышленности — на кладбище при храме есть мемориальная табличка в память о кровавом подавлении чартистского восстания в Ньюпорте в 1839 году.